# ZSM-5
Zeolit ZSM-5 (Zeolit Socony Mobil Number 5) là thành viên của họ pentasil với cấu trúc MFI (Mobil Five) – Một loại zeolit có hàm lượng Si cao. Là một loại vậy liệu xúc tác ứng dụng rộng rãi trong công nghiệp lọc – hoá dầu. Ngoài ra, ZSM-5 được sử dụng trong công nghiệp để tổng hợp nhiên liệu; chuyển hoá metanol thành xăng tinh chế dầu mỏ và hoá học, dầu mỏ (đồng phân hoá xilen, sản xuất etylbenzen,…). Trong những năm gần đây, ZSM-5 sử dụng trong cracking gasoil như là một chất phụ gia để tăng các alkan nhẹ và tăng chỉ số octan của xăng, làm xúc tác bảo vệ môi trường.

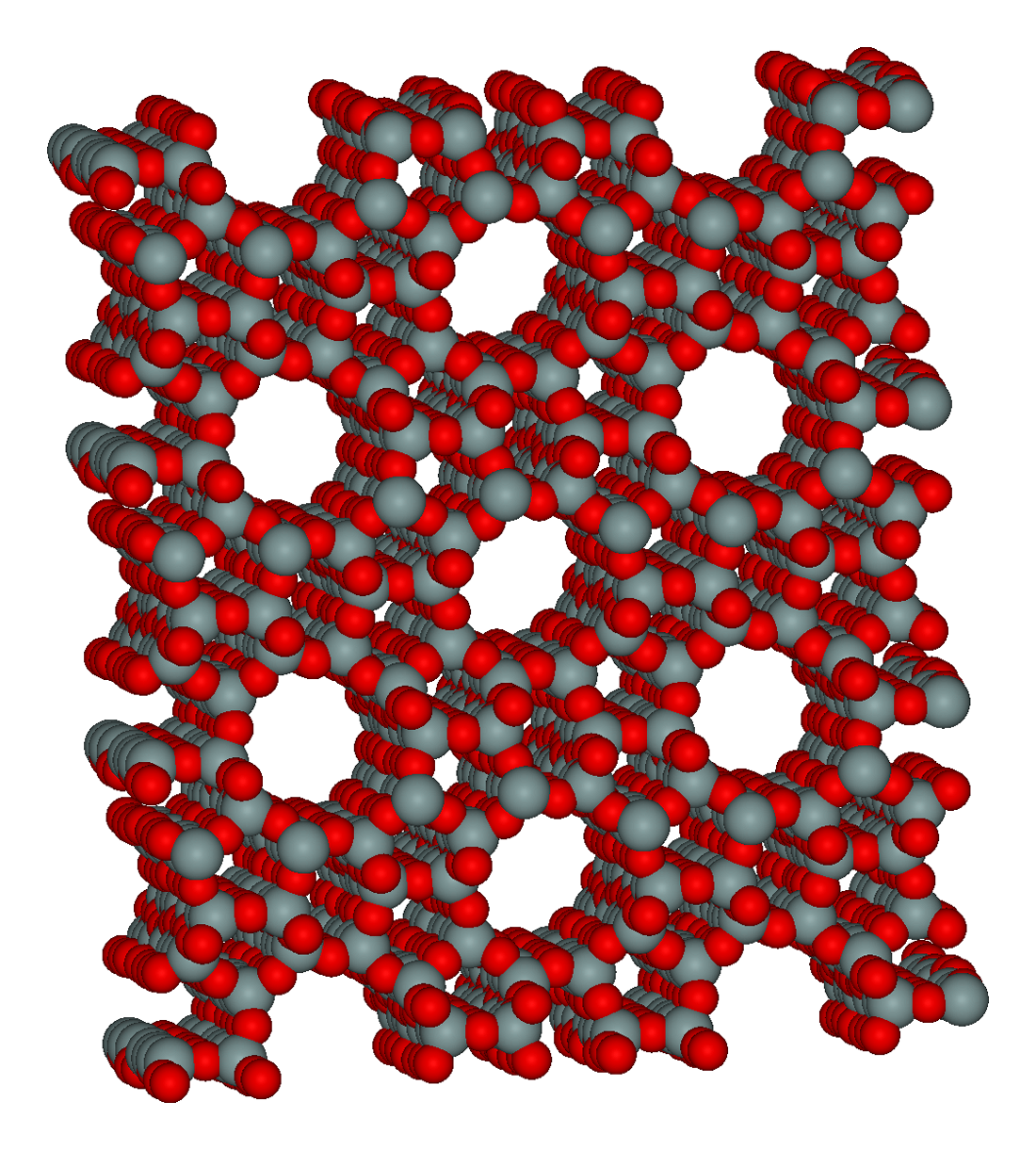
Cấu trúc không gian của ZSM-5

ZSM-5 được Argauer và Landolt tổng hợp lần đầu tiên năm 1972, đến nay ZSM-5 đã thu hút sự quan tâm của nhiều nhà khoa học trên thế giới. Có công thức hoá học tổng quát của NaZSM-5 là: Nan.Aln.Si96-n.O192.16H2O (n<12). Cấu trúc đặc trưng của zeolit ZSM-5 được G.T. Kokotailo và cộng sự nghiên cứu và công bố năm 1978. ZSM-5 là loại vật liệu vi xốp có bề mặt riêng khá lớn (300 – 400 m²/g) và kích thước mao quản trung bình (~5,5 A0). Mạng lưới của ZSM-5 được tạo thành từ chuỗi 8 vòng 5 cạnh mà mỗi đỉnh của vòng 5 cạnh là một tứ diện TO4 (T = Si, Al). Sự liên kết các chuỗi cấu trúc hình thành 2 hệ thống kênh giao nhau, kích thước mao quản được quyết định bởi vòng elip của 10 nguyên tử Oxy. Hệ thống kênh thẳng có cửa sổ gần tròn với kích thước 5,4 x 5,6 A0. Tỉ lệ Si/Al trong họ ZSM-5 khá cao, trong cấu trúc khung của các ZSM chỉ có khoảng 10 nguyên tử Si/1000 nguyên tử Si ở nút mạng do đó chúng khá bền nhiệt